# تل، چوک
تُل یک روستا و منطقه شهرداری در آبخوست تُل در ایالت چوک کشور ایالات فدرال میکرونزی است.